# Zoológico de Escania
El Zoológico de Escania (en sueco: Skånes Djurpark) es un parque zoológico de Suecia situado en el municipio de Höör, Provincia de Escania. Se especializa en animales de la fauna nórdica, aunque los animales huérfanos de otras partes del mundo son a veces temporalmente alojados allí hasta que un nuevo hogar se pueda encontrar para ellos. El zoológico cuenta con cerca de 900 animales, lo que representa casi 100 especies. Estos animales son a menudo mantenidos en grandes recintos con entornos naturales.  Algunos de los animales domésticos se muestran incluyen: gansos domésticos, ovejas, vacas y cabras.